# Schwanthalerhöhe (stanice metra v Mnichově)
Schwanthalerhöhe je stanice metra v Mnichově, která byla otevřena 10. března 1984. Dřívější název zněl Messegelände, který platil do roku 1998. Dnešní vzhled vytváří lidské obrysy a vlajky různých států (např.: Švýcarsko, Francie, Japonsko, …) na zdi od Volkera Sandera. Navrhovala ji projektová kancelář Großkopf und Schnetzer. K dispozici je 8 vchodů (z toho 6 s eskalátory) a 3 výtahy. 4 východy vedou na Ganghoferstraße, jeden na Liegsalzstraße a 3 na Heimeranstraße.